# Superliga Brasileira de Voleibol Feminino de 2018 - Série C
A Superliga Brasileira de Voleibol Feminino de 2018 - Série C foi a primeira edição desta competição organizada pela Confederação Brasileira de Voleibol. Trata-se da terceira divisão do Campeonato Brasileiro de Voleibol Feminino, a principal competição entre clubes de voleibol feminino do Brasil. A Superliga C substituiu a extinta Taça Prata.
Participaram do torneio doze equipes provenientes de sete estados brasileiros e do Distrito Federal. As doze equipes participantes foram dividas em 4 grupos. Todos os times jogaram entre si dentro dos respectivos grupos e o primeiro colocado de cada grupo se classificou para disputar a Superliga B feminina 2019.

## Regulamento
A Superliga C feminina contou com a participação de 12 clubes espalhados em três sedes. Pelo formato definido para o torneio, os times foram divididos em quatro grupos para as sedes de Recife, Londrina e Ponta Grossa. O campeão de cada grupo garantiu a vaga na Superliga B 2019.

### Critérios de classificação nos grupos
1. Número de vitórias;
2. Pontos;
3. Razão de sets;
4. Razão de pontos;
5. Resultado da última partida entre os times empatados.

- Placar de 3–0 ou 3–1: 3 pontos para o vencedor, nenhum para o perdedor;
- Placar de 3–2: 2 pontos para o vencedor, 1 para o perdedor.

## Equipes participantes
Segue abaixo a lista das equipes participantes da Superliga Série C de 2018.
| Sede              | Grupo                   | Equipe         | Cidade    | Temporada 2017 |
| ----------------- | ----------------------- | -------------- | --------- | -------------- |
| Recife (PE)       |                         |                |           |                |
| –                 | Náutico Capibaribe      | Recife         | Estreante |                |
| –                 | Associação K2           | Goiânia        | Estreante |                |
| –                 | Associação Francana     | Franca         | Estreante |                |
| Recife (PE)       |                         |                |           |                |
| –                 | APCEF                   | Brasília       | Estreante |                |
| –                 | Flamengo                | Rio de Janeiro | Estreante |                |
| –                 | AGEE/São Carlos         | São Carlos     | Estreante |                |
| Londrina (PR)     |                         |                |           |                |
| –                 | FEL Londrina            | Londrina       | Estreante |                |
| –                 | Amavôlei Maringá        | Maringá        | Estreante |                |
| –                 | ANG/Pouso Alegre        | Pouso Alegre   | Estreante |                |
| Ponta Grossa (PR) |                         |                |           |                |
| –                 | Caramuru Vôlei          | Ponta Grossa   | Estreante |                |
| –                 | ACV/Unoesc/Chapecó      | Chapecó        | Estreante |                |
| –                 | Blumenau Voleibol Clube | Blumenau       | Estreante |                |

## Locais das partidas
| Recife            | Londrina          | Ponta Grossa      |
| ----------------- | ----------------- | ----------------- |
| Ginásio Uninassau | Ginásio Moringão  | Arena Multiuso    |
| Capacidade: 2.000 | Capacidade: 7.500 | Capacidade: 3.000 |

## Fase Classificatória
As doze equipes participantes formam quatro grupo, sendo classificada automaticamente para Superliga B a primeira colocada.
- Vitória por 3 sets a 0 ou 3 a 1: 3 pontos para o vencedor;
- Vitória por 3 sets a 2: 2 pontos para o vencedor e 1 ponto para o perdedor.
- Não comparecimento, a equipe perde 2 pontos.
- Em caso de igualdade por pontos, os seguintes critérios servem como desempate: número de vitórias, razão de sets e razão de ralis.

|  |                       |
|  | Aceso a Série B 2019. |

### Grupo A
|     |                     |     | Jogos | Jogos | Jogos | Resultados | Resultados | Resultados | Resultados | Resultados | Resultados | Sets | Sets | Sets  | Pontos | Pontos | Pontos |
| Pos | Equipe              | Pts | T     | V     | D     | 3–0        | 3–1        | 3–2        | 2–3        | 1–3        | 0–3        | V    | P    | R     | V      | P      | R      |
| --- | ------------------- | --- | ----- | ----- | ----- | ---------- | ---------- | ---------- | ---------- | ---------- | ---------- | ---- | ---- | ----- | ------ | ------ | ------ |
| 1   | Associação Francana | 6   | 2     | 2     | 0     | 0          | 2          | 0          | 0          | 0          | 0          | 6    | 2    | 3,000 | 191    | 161    | 1.186  |
| 2   | Náutico Capibaribe  | 3   | 2     | 1     | 1     | 1          | 0          | 0          | 0          | 1          | 0          | 4    | 3    | 1.333 | 155    | 141    | 1.099  |
| 3   | Associação K2       | 0   | 2     | 0     | 2     | 0          | 0          | 0          | 0          | 1          | 1          | 1    | 6    | 0.167 | 129    | 173    | 0.746  |

Todos os jogos foram realizados no Ginásio Uninassau, em Recife/PE.

#### 1ª Rodada
| Data   | Hora  |                     | Placar |               | Set 1 | Set 2 | Set 3 | Set 4 | Set 5 | Total | Relatório |
| ------ | ----- | ------------------- | ------ | ------------- | ----- | ----- | ----- | ----- | ----- | ----- | --------- |
| 23 out | 19:00 | Associação Francana | 3–1    | Associação K2 | 25–18 | 23–25 | 25–18 | 25–20 |       | 98–81 |           |

#### 2ª Rodada
| Data   | Hora  |                    | Placar |               | Set 1 | Set 2 | Set 3 | Set 4 | Set 5 | Total | Relatório |
| ------ | ----- | ------------------ | ------ | ------------- | ----- | ----- | ----- | ----- | ----- | ----- | --------- |
| 24 out | 19:00 | Náutico Capibaribe | 3–0    | Associação K2 | 25–20 | 25–9  | 25–19 |       |       | 75–48 |           |

#### 3ª Rodada
| Data   | Hora  |                    | Placar |                     | Set 1 | Set 2 | Set 3 | Set 4 | Set 5 | Total | Relatório |
| ------ | ----- | ------------------ | ------ | ------------------- | ----- | ----- | ----- | ----- | ----- | ----- | --------- |
| 25 out | 19:00 | Náutico Capibaribe | 1–3    | Associação Francana | 25–18 | 20–25 | 17–25 | 18–25 |       | 80–93 |           |

### Grupo B
|     |                 |     | Jogos | Jogos | Jogos | Resultados | Resultados | Resultados | Resultados | Resultados | Resultados | Sets | Sets | Sets  | Pontos | Pontos | Pontos |
| Pos | Equipe          | Pts | T     | V     | D     | 3–0        | 3–1        | 3–2        | 2–3        | 1–3        | 0–3        | V    | P    | R     | V      | P      | R      |
| --- | --------------- | --- | ----- | ----- | ----- | ---------- | ---------- | ---------- | ---------- | ---------- | ---------- | ---- | ---- | ----- | ------ | ------ | ------ |
| 1   | Flamengo        | 6   | 2     | 2     | 0     | 2          | 0          | 0          | 0          | 0          | 0          | 6    | 0    | MAX   | 150    | 93     | 1.613  |
| 2   | AGEE/São Carlos | 3   | 2     | 1     | 1     | 1          | 0          | 0          | 0          | 0          | 1          | 3    | 3    | 1,000 | 129    | 131    | 0.985  |
| 3   | APCEF           | 0   | 2     | 0     | 2     | 0          | 0          | 0          | 0          | 0          | 2          | 0    | 6    | 0,000 | 95     | 150    | 0.633  |

Todos os jogos foram realizados no Ginásio Uninassau, em Recife/PE.

#### 1ª Rodada
| Data   | Hora  |       | Placar |          | Set 1 | Set 2 | Set 3 | Set 4 | Set 5 | Total | Relatório |
| ------ | ----- | ----- | ------ | -------- | ----- | ----- | ----- | ----- | ----- | ----- | --------- |
| 23 out | 17:00 | APCEF | 0–3    | Flamengo | 13–25 | 17–25 | 9–25  |       |       | 39–75 |           |

#### 2ª Rodada
| Data   | Hora  |                 | Placar |       | Set 1 | Set 2 | Set 3 | Set 4 | Set 5 | Total | Relatório |
| ------ | ----- | --------------- | ------ | ----- | ----- | ----- | ----- | ----- | ----- | ----- | --------- |
| 24 out | 17:00 | AGEE/São Carlos | 3–0    | APCEF | 25–19 | 25–17 | 25–20 |       |       | 75–56 |           |

#### 3ª Rodada
| Data   | Hora  |          | Placar |                 | Set 1 | Set 2 | Set 3 | Set 4 | Set 5 | Total | Relatório |
| ------ | ----- | -------- | ------ | --------------- | ----- | ----- | ----- | ----- | ----- | ----- | --------- |
| 25 out | 17:00 | Flamengo | 3–0    | AGEE/São Carlos | 25–18 | 25–21 | 25–15 |       |       | 75–54 |           |

### Grupo C
|     |                  |     | Jogos | Jogos | Jogos | Resultados | Resultados | Resultados | Resultados | Resultados | Resultados | Sets | Sets | Sets  | Pontos | Pontos | Pontos |
| Pos | Equipe           | Pts | T     | V     | D     | 3–0        | 3–1        | 3–2        | 2–3        | 1–3        | 0–3        | V    | P    | R     | V      | P      | R      |
| --- | ---------------- | --- | ----- | ----- | ----- | ---------- | ---------- | ---------- | ---------- | ---------- | ---------- | ---- | ---- | ----- | ------ | ------ | ------ |
| 1   | Amavôlei Maringá | 6   | 2     | 2     | 0     | 1          | 1          | 0          | 0          | 0          | 0          | 6    | 1    | 6,000 | 176    | 114    | 1.544  |
| 2   | FEL Londrina     | 3   | 2     | 1     | 1     | 1          | 0          | 0          | 0          | 1          | 0          | 4    | 3    | 1.333 | 152    | 160    | 0.950  |
| 3   | ANG/Pouso Alegre | 0   | 2     | 0     | 2     | 0          | 0          | 0          | 0          | 0          | 2          | 0    | 6    | 0,000 | 96     | 150    | 0.640  |

Todos os jogos foram realizados no Ginásio Moringão, em Londrina/PR.

#### 1ª Rodada
| Data   | Hora  |                  | Placar |                  | Set 1 | Set 2 | Set 3 | Set 4 | Set 5 | Total | Relatório |
| ------ | ----- | ---------------- | ------ | ---------------- | ----- | ----- | ----- | ----- | ----- | ----- | --------- |
| 23 out | 18:00 | Amavôlei Maringá | 3–0    | ANG/Pouso Alegre | 25–15 | 25–7  | 25–15 |       |       | 75–37 |           |

#### 2ª Rodada
| Data   | Hora  |              | Placar |                  | Set 1 | Set 2 | Set 3 | Set 4 | Set 5 | Total | Relatório |
| ------ | ----- | ------------ | ------ | ---------------- | ----- | ----- | ----- | ----- | ----- | ----- | --------- |
| 24 out | 18:00 | FEL Londrina | 3–0    | ANG/Pouso Alegre | 25–16 | 25–23 | 25–20 |       |       | 75–59 |           |

#### 3ª Rodada
| Data   | Hora  |              | Placar |                  | Set 1 | Set 2 | Set 3 | Set 4 | Set 5 | Total  | Relatório |
| ------ | ----- | ------------ | ------ | ---------------- | ----- | ----- | ----- | ----- | ----- | ------ | --------- |
| 25 out | 19:00 | FEL Londrina | 1–3    | Amavôlei Maringá | 13–25 | 20–25 | 28–26 | 16–25 |       | 77–101 |           |

### Grupo D
|     |                    |     | Jogos | Jogos | Jogos | Resultados | Resultados | Resultados | Resultados | Resultados | Resultados | Sets | Sets | Sets  | Pontos | Pontos | Pontos |
| Pos | Equipe             | Pts | T     | V     | D     | 3–0        | 3–1        | 3–2        | 2–3        | 1–3        | 0–3        | V    | P    | R     | V      | P      | R      |
| --- | ------------------ | --- | ----- | ----- | ----- | ---------- | ---------- | ---------- | ---------- | ---------- | ---------- | ---- | ---- | ----- | ------ | ------ | ------ |
| 1   | Caramuru Vôlei     | 5   | 2     | 2     | 0     | 0          | 1          | 1          | 0          | 0          | 0          | 6    | 3    | 2,000 | 202    | 161    | 1.255  |
| 2   | ACV/Unoesc/Chapecó | 4   | 2     | 1     | 1     | 1          | 0          | 0          | 1          | 0          | 0          | 5    | 3    | 1.667 | 162    | 172    | 0.942  |
| 3   | Blumenau VC        | 0   | 2     | 0     | 2     | 0          | 0          | 0          | 0          | 1          | 1          | 1    | 6    | 0.167 | 136    | 167    | 0.814  |

Todos os jogos foram realizados na Arena Multiuso, em Ponta Grossa/PR.

#### 1ª Rodada
| Data   | Hora  |                    | Placar |             | Set 1 | Set 2 | Set 3 | Set 4 | Set 5 | Total | Relatório |
| ------ | ----- | ------------------ | ------ | ----------- | ----- | ----- | ----- | ----- | ----- | ----- | --------- |
| 22 out | 20:00 | ACV/Unoesc/Chapecó | 3–0    | Blumenau VC | 25–22 | 25–23 | 25–17 |       |       | 75–62 |           |

#### 2ª Rodada
| Data   | Hora  |                | Placar |                    | Set 1 | Set 2 | Set 3 | Set 4 | Set 5 | Total  | Relatório |
| ------ | ----- | -------------- | ------ | ------------------ | ----- | ----- | ----- | ----- | ----- | ------ | --------- |
| 23 out | 20:00 | Caramuru Vôlei | 3–2    | ACV/Unoesc/Chapecó | 24–26 | 25–12 | 25–12 | 21–25 | 15–12 | 110–87 |           |

#### 3ª Rodada
| Data   | Hora  |                | Placar |             | Set 1 | Set 2 | Set 3 | Set 4 | Set 5 | Total | Relatório |
| ------ | ----- | -------------- | ------ | ----------- | ----- | ----- | ----- | ----- | ----- | ----- | --------- |
| 24 out | 20:00 | Caramuru Vôlei | 3–1    | Blumenau VC | 25–14 | 17–25 | 25–14 | 25–21 |       | 92–74 |           |

## Equipes classificadas para a Superliga Série B 2019
As seguintes equipes conquistaram o direito ao acesso: 
| Equipe              | Cidade         |
| ------------------- | -------------- |
| Associação Francana | Franca         |
| Caramuru Vôlei      | Ponta Grossa   |
| Flamengo            | Rio de Janeiro |
| Amavôlei Maringá    | Maringá        |